# Bátor Jankó
A Bátor Jankó (eredeti cím: Jeannot l'intrépide) 1950-ben bemutatott francia rajzfilm, amely Eraine ötlete alapján készült. Az animációs játékfilm Jean Image. A forgatókönyvet Paul Colline írta, a zenéjét René Cloërec szerezte. A mozifilm a Films Jean Image gyártásában készült, a Les Films du Tétras forgalmazásában jelent meg. Műfaja fantasyfilm. 
Franciaországban 1950. december 13-án mutatták be a mozikban, Magyarországon 1969. december 24-én a Magyar Televízióban vetítették le.

## Magyar hangok
- Bátor Jankó – Kóti Kati

További magyar hangok: Harkányi Endre, Márkus László

## Televíziós megjelenések
MTV 